# Rut Haktin
Rut Haktin (hebrejsky רות הקטין‎; 18. prosince 1901 – 14. července 1991) byla izraelská politička a poslankyně Knesetu za strany Achdut ha-avoda-Po'alej Cijon, Ma'arach, Izraelská strana práce a opět Ma'arach.

## Biografie
Narodila se ve městě Sosnycja v tehdejší Ruské říši (dnes Ukrajina). Vystudovala střední školu. V roce 1923 přesídlila do dnešního Izraele, kde se usadila v kibucu Tel Josef (po politickém rozkolu v 50. letech 20. století se přestěhovala do kibucu Ejn Charod Me'uchad).

## Politická dráha
V Rusku se angažovala v socialistické sionistické straně. Po přesídlení do dnešního Izraele byla členkou strany Achdut ha-avoda. Později zasedala v sekretariátu hnutí ha-Kibuc ha-me'uchad. V roce 1944 při rozkolu ve straně Mapaj byla členkou frakce Bet. Po druhé světové válce byla vyslankyní v Itálii, kde asistovala přeživším holokaustu. Byla členkou ústředního výboru ženské organizace Na'amat a ústředního kontrolního výboru odborové centrály Histadrut.
V izraelském parlamentu zasedla poprvé po volbách v roce 1955, do nichž šla za formaci Achdut ha-avoda-Po'alej Cijon. Byla členkou parlamentního výboru pro veřejné služby, výboru pro záležitosti vnitra a výboru pro vzdělávání a kulturu. Za Achdut ha-avoda-Po'alej Cijon uspěla i ve volbách v roce 1959. Mandát ale získala až dodatečně, v říjnu 1960, jako náhradnice. Nastoupila do výboru pro ekonomické záležitosti a výboru pro vzdělávání a kulturu. Znovu se v Knesetu objevila po volbách v roce 1961, kdy kandidovala opět za Achdut ha-avoda-Po'alej Cijon. Stala se opět členkou výboru pro ekonomické záležitosti a výboru pro vzdělávání a kulturu. Opětovně byla zvolena ve volbách v roce 1965, nyní na kandidátce formace Ma'arach. V průběhu volebního období dočasně přešla s celou stranou do poslaneckého klubu Strany práce, který se pak ale vrátil k názvu Ma'arach. Zastávala post členky výboru pro veřejné služby, výboru House Committee, výboru práce a výboru pro vzdělávání a kulturu. Byla také místopředsedkyní Knesetu. Ve volbách v roce 1969 poslanecký mandát neobhájila.